# Hell in a Cell (2020)
Hell in a Cell (2020) foi um evento de luta livre profissional produzido pela WWE e transmitido em formato pay-per-view (PPV) pelo WWE Network e contou com a participação de lutadores das marcas Raw e SmackDown. Aconteceu em 25 de outubro de 2020 (originalmente marcado para 1º de novembro) no Amway Center em Orlando, Flórida. Foi o décimo segundo evento sob a cronologia Hell in a Cell e contou com a experiência de visualização de fãs virtuais da WWE chamada ThunderDome.
Sete lutas foram disputadas no evento, incluindo uma no pré-show. No evento principal, Randy Orton derrotou Drew McIntyre em uma luta Hell in a Cell para vencer o WWE Championship pela décima vez. Duas outras lutas Hell in a Cell também foram disputadas no evento: na primeira luta, Roman Reigns derrotou Jey Uso para reter o Universal Championship, que também foi a primeira vez que uma luta "I Quit" foi disputada dentro da estrutura, enquanto Sasha Banks derrotou Bayley para vencer o SmackDown Women's Championship, terminando o reinado do título de Bayley em 380 dias; isso também fez de Banks a quarta Campeã Feminina da Tríplice Coroa da WWE e a terceira Campeã Feminina do Grand Slam.

## Produção

### Conceito
Hell in a Cell é uma gimmick anual de pay-per-view, geralmente produzido todo mês de outubro pela WWE desde 2009. O conceito do show vem da luta Hell in a Cell da WWE , na qual os competidores lutam dentro de uma estrutura de 6 metros de altura que envolve o ringue e a área do lado do ringue. A luta principal do card é disputada sob a estipulação Hell in a Cell. O evento de 2020 foi o décimo segundo evento sob a cronologia Hell in a Cell e contou com lutadores das marcas Raw e SmackDown.

### Impacto da pandemia de COVID-19
Como resultado da pandemia de COVID-19, a WWE apresentou a maior parte de sua programação no WWE Performance Center em Orlando, Flórida, desde meados de março, sem fãs presentes, embora no final de maio a promoção tenha começado a usar estagiários do Performance Center para servir como o público ao vivo, que foi expandido para amigos e familiares dos lutadores em meados de junho. Em 17 de agosto, a WWE anunciou que todos os shows futuros e pay-per-views seriam realizados no Amway Center, um espaço maior também localizado em Orlando, para o "futuro previsível", começando com o episódio de 21 de agosto do SmackDown. Além disso, os programas agora apresentam uma nova experiência de visualização de fãs chamada "ThunderDome", que utiliza drones, lasers, pyro, fumaça e projeções. Aproximadamente mil placas de LED foram instaladas no Amway Center para permitir que os fãs participassem virtualmente dos eventos de graça e fossem vistos nas filas e mais filas de placas de LED. O áudio da arena também é mixado com o dos fãs virtuais para que os gritos dos fãs possam ser ouvidos. O Hell in a Cell foi originalmente programado para ser realizado em 1 de novembro, mas foi transferido para 25 de outubro; esta mudança foi supostamente feita porque o contrato inicial da WWE com o Amway Center expiraria em 31 de outubro.

### Rivalidades
O show foi composto por oito lutas, incluindo uma no pré-show. As lutas resultaram de histórias roteirizadas, em que os lutadores retratavam heróis, vilões ou personagens menos distintos em eventos roteirizados que criaram tensão e culminaram em uma luta ou série de lutas. Os resultados foram predeterminados pelos escritores da WWE nas marcas Raw e SmackDown, enquanto as histórias foram produzidas nos programas semanais de televisão da WWE, Monday Night Raw e Friday Night SmackDown.
No Clash of Champions, Roman Reigns derrotou Jey Uso para manter o Universal Championship depois que o irmão lesionado de Jey, Jimmy Uso, jogou a toalha para impedir Reigns de atacar Jey repetidamente e forçá-lo a reconhecer Reigns como o "Tribal Chief" da família Anoa'i. Apesar de Jey recusar, Jimmy relutantemente reconheceu Reigns como o "Tribal Chief" após a luta. No SmackDown seguinte, uma cerimônia de celebração foi realizada para coroar Reigns como o "Tribal Chief". Reigns, no entanto, recusou-se a ser nomeado como tal devido a Jey não reconhecê-lo e Reigns chamou Jey para uma conversa. Depois de Jey continuar de olho no Universal Championship, Reigns deu a Jey outra chance pelo título no Hell in a Cell com "as maiores apostas de qualquer luta na história da WWE", que Jey aceitou. A luta foi confirmada como uma luta Hell in a Cell no dia seguinte. Na semana seguinte, Reigns afirmou que queria ouvir Jey dizer "I quit", transformando a luta na primeira luta "I Quit" disputada dentro da estrutura do Hell in a Cell. No episódio de 23 de outubro, os The Usos enganaram Reigns, o que resultou no ataque de Reigns por Jey, Reigns declarou que depois de fazer Jey dizer "I Quit", Jey e Jimmy teriam que receber ordens e reconhecer Reigns como o "Tribal Chief" ou  os Usos e suas famílias seriam exiladas da família Anoa'i.
No SummerSlam, Drew McIntyre derrotou Randy Orton para reter o WWE Championship. Orton ganhou uma revanche pelo título no Clash of Champions, onde McIntyre reteve mais uma vez e desta vez em uma luta de ambulância. Durante essa luta, várias lendas que Orton atacou nos últimos meses voltaram em busca de sua própria vingança contra Orton, incluindo Big Show, Christian, Shawn Michaels e Ric Flair, que dirigia a ambulância. Embora McIntyre tenha celebrado com as lendas no Raw seguinte, Orton atacou todas as lendas nos bastidores em seu salão privado antes do final do show. Na semana seguinte, Orton desafiou McIntyre para uma luta Hell in a Cell pelo título no pay-per-view homônimo, que McIntyre aceitou.
No Payback, Bayley e Sasha Banks perderam o Women's Tag Team Championship. No SmackDown seguinte, elas não tiveram sucesso em recuperar o título. Após a luta, Bayley virou-se e brutalizou Sasha Banks, o que resultou no face turn de Banks. Depois que Bayley reteve seu SmackDown Women's Championship por desqualificação no Clash of Champions, Banks apareceu e atacou Bayley com uma cadeira de aço. No SmackDown seguinte, Banks desafiou Bayley pelo título no episódio da semana seguinte. Banks venceu a luta por desqualificação depois que Bayley a atacou com uma cadeira de aço. Em um segmento de backstage, Banks desafiou Bayley para outra luta pelo título no Hell in a Cell dentro da estrutura de mesmo nome, que foi confirmada no dia seguinte.
Em maio, Jeff Hardy se envolveu em uma rivalidade com Sheamus, que viu o último tentar explorar os problemas anteriores de Hardy com o álcool. Durante um segmento no episódio de 29 de maio do SmackDown, Sheamus incriminou Hardy, que foi preso após supostamente bater seu carro contra Elias enquanto estava sob a influência de drogas. Isso também tirou Elias de ação por cinco meses. Hardy e Elias foram posteriormente convocados para a marca Raw no Draft no episódio de 12 de outubro do Raw, onde Elias voltou e atacou Hardy, custando-lhe a luta, acreditando que Hardy não foi enquadrado e realmente o atingiu com seu carro. Na semana seguinte, após o segmento musical de Elias, Hardy (que estava disfarçado de um dos membros da banda de Elias) tentou atacar Elias, que conseguiu escapar. Em uma entrevista nos bastidores, Elias desafiou Hardy para uma luta no Hell in a Cell que foi oficializada.
No início de setembro, The Miz e John Morrison tentaram roubar o contrato do Money in the Bank de Otis, que ele havia ganho no evento Money in the Bank em maio, mas falharam em várias tentativas. Miz então convenceu a administração a trocar a namorada de Otis, Mandy Rose, para o Raw como uma forma de "ajudar Otis" para que ele pudesse se concentrar em usar o contrato, no entanto, após insultos, Otis atacou Miz e Morrison. The Miz então ameaçou abrir um processo contra Otis se ele não desistisse do contrato do Money in the Bank. Otis, apoiado por seu colega do Heavy Machinery Tucker, afirmou que não desistiria do contrato. Durante o Draft, Otis permaneceu no SmackDown enquanto Tucker, Miz e Morrison foram todos draftados para o Raw. Apesar de ter sido convocado para marcas separadas, o julgamento sobre o contrato do Money in the Bank começou no episódio de 23 de outubro do SmackDown com a lenda da WWE John "Bradshaw" Layfield (JBL) servindo como juiz. Após a audiência, JBL inicialmente decidiu a favor de Otis, no entanto, Miz forneceu evidências de última hora (suborno), então JBL mudou sua decisão em favor de Miz e ordenou que Otis defenderia seu contrato do Money in the Bank contra Miz no Hell in a Cell.

## Evento
| Função:                 | Nome:                     |
| ----------------------- | ------------------------- |
| Comentaristas em inglês | Michael Cole (SmackDown)  |
| Comentaristas em inglês | Corey Graves (SmackDown)  |
| Comentaristas em inglês | Tom Phillips (Raw)        |
| Comentaristas em inglês | Samoa Joe (Raw)           |
| Comentaristas em inglês | Byron Saxton (Raw)        |
| Spanish commentator     | Carlos Cabrera            |
| Anunciadores de ringue  | Greg Hamilton (SmackDown) |
| Anunciadores de ringue  | Mike Rome (Raw)           |
| Árbitros                | Danilo Anfibio            |
| Árbitros                | Jason Ayers               |
| Árbitros                | Shawn Bennett             |
| Árbitros                | Jessika Carr              |
| Árbitros                | Dan Engler                |
| Árbitros                | Darrick Moore             |
| Árbitros                | Eddie Orengo              |
| Árbitros                | Ryan Tran                 |
| Entrevistadores         | Kayla Braxton             |
| Entrevistadores         | Sarah Schreiber           |
| Painel do pré-show      | Charly Caruso             |
| Painel do pré-show      | Jeff Jarrett              |
| Painel do pré-show      | Peter Rosenberg           |
| Painel do pré-show      | Booker T                  |
| Painel do pré-show      | Jerry Lawler              |

### Pré-show
Durante o pré-show do Hell in a Cell, R-Truth defendeu o 24/7 Championship contra Drew Gulak. Gulak brincou com o amigo imaginário de R-Truth, Lil 'Jimmy e deu um soco nele deixando Truth enfurecido. No final, Truth executou o Lie Detector em Gulak para reter o título.
Também durante o pré-show, o líder do Retribution, Mustafa Ali, desafiou o The Hurt Business para uma luta no show principal, com um membro do Retribution enfrentando um membro do The Hurt Business, permitindo que o The Hurt Business escolhesse os adversários.

### Lutas preliminares
O pay-per-view com Roman Reigns (acompanhado por Paul Heyman) defendendo o Universal Championship contra seu primo, Jey Uso, em uma luta "I Quit" dentro da estrutura do Hell in a Cell. Durante a luta, Reigns atacou violentamente Jey e aplicou vários Spears nele, tentando forçá-lo a desistir. No meio da luta, Jey atacou Reigns com uma cinta de couro, no entanto, Reigns retaliou realizando um Spear em Jey, após o que, ele atacou Jey com a cinta de couro. Depois que Reigns atacou um Jey aparentemente inconsciente com uma rajada de golpes, o árbitro quis cancelar a luta, no entanto, Reigns incapacitou o árbitro, já que Reigns não queria que a luta terminasse dessa forma. Vários árbitros e pessoal de bastidores, incluindo Adam Pearce, apareceu e implorou a Reigns que parasse de atacar Jey. Reigns então pegou as escadas de aço, colocou-as em cima de Jey e exigiu que Jey o reconhecesse como o "Tribal Chief". Quando Reigns estava prestes a atacar um Jey inconsciente com os degraus de aço, o irmão de Jey, Jimmy Uso, apareceu e implorou a Reigns que parasse. Reigns em conflito mostrou remorso por suas ações. No entanto, Reigns então aplicou uma guilhotina em Jimmy. Jey acabou proferindo "I Quit" para evitar que Reigns infligisse mais danos a Jimmy, assim a luta terminou e Reigns manteve o título. Após a luta, The Wild Samoans (Afa e Sika), O tio e o pai de Reigns, respectivamente, ficaram na rampa de entrada e celebraram com Reigns como o "Tribal Chief" enquanto os Usos observavam do ringue.
Em seguida, Jeff Hardy enfrentou Elias. No final, Hardy atacou Elias com sua guitarra, e Elias venceu por desclassificação.
Depois disso, Otis (acompanhado por Tucker) defendeu seu contrato do Money in the Bank contra The Miz (acompanhado por John Morrison). Durante a luta, Otis tentou um Caterpillar em Miz, no entanto, Morrison puxou Miz do ringue. Morrison tentou atacar Otis com a maleta, no entanto, o árbitro pegou Morrison e o expulsou do ringue. No final, quando Otis trouxe Miz de volta no meio do ringue, Miz segurou a saia do ringue. Miz nocauteou Otis e enquanto o árbitro estava distraído pela saia do ringue dentro do ringue, Tucker se virou para Otis e o atingiu com a pasta. Miz então derrotou Otis para vencer o contrato.
Nos bastidores, Miz e Morrison comemoraram e Miz deixou um aviso ao Campeão da WWE do Raw e ao Campeão Universal do SmackDown. Tucker então apareceu e foi entrevistado sobre suas ações, onde afirmou que, apesar de ser o burro de carga do Heavy Machinery, ele sempre foi esquecido quando Otis roubou os holofotes. Otis então emergiu e brigou com Tucker.

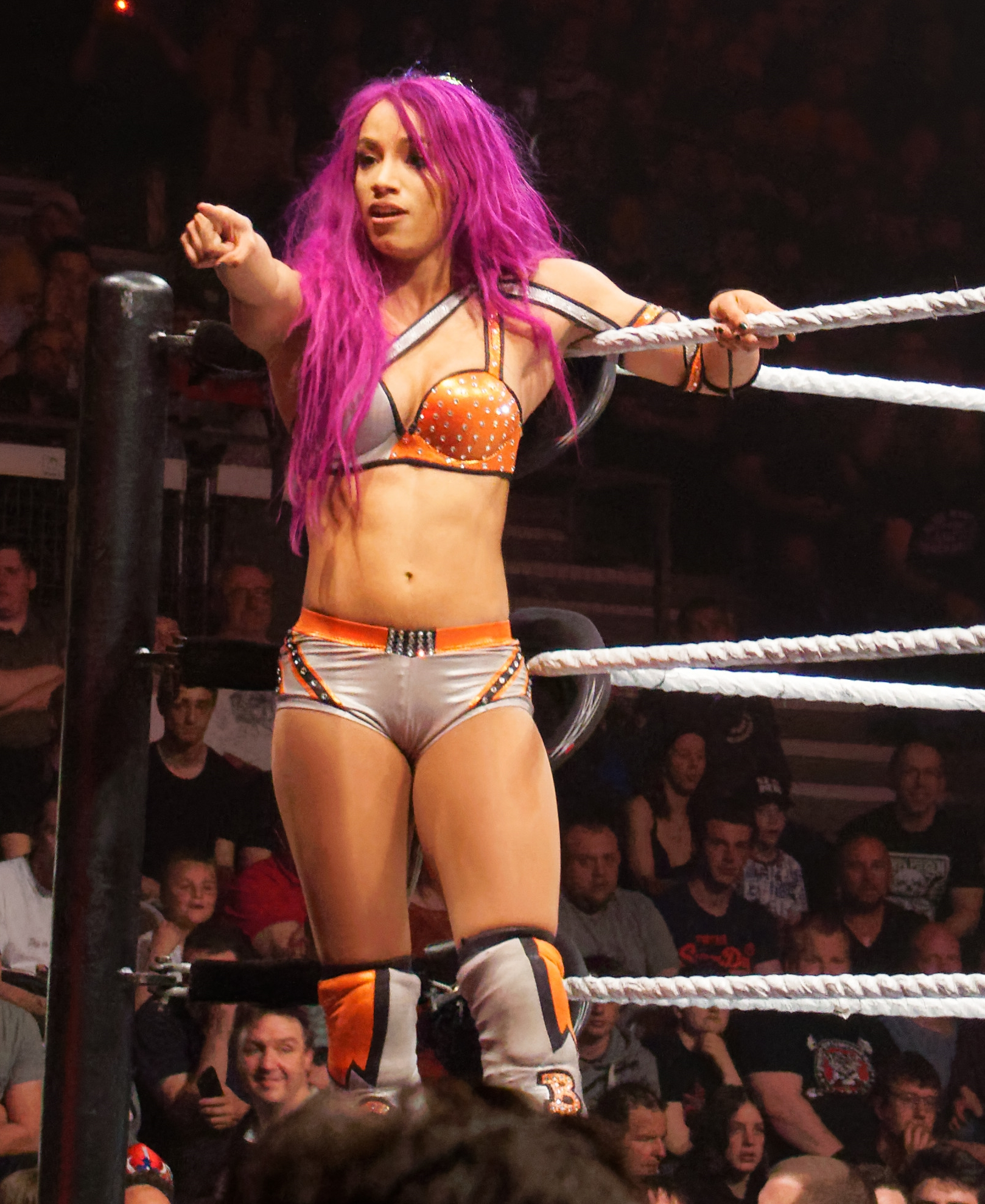
Sasha Banks derrotou Bayley dentro do Hell in a Cell para vencer o SmackDown Women's Championship e encerrar o reinado de Bayley em 380 dias.

Na quarta luta, Bayley defendeu o SmackDown Women's Championship contra Sasha Banks em uma luta Hell in a Cell. Bayley empunhou uma cadeira durante sua entrada e quando o jaula abaixou, Bayley tentou atacar Banks com a cadeira, no entanto, Banks chutou a cadeira para fora do ringue e para fora da jaula. Ambas utilizaram várias armas durante a luta, incluindo cadeiras, bastões de kendo, uma mesa e uma escada. Banks executou um Meteora em Bayley várias vezes. Banks executou seu próprio Bayley-to-Belly em Bayley em uma escada mas Bayley fez o kick out. Bayley retaliou com um Bayley-to-Belly em Banks que também fez o kick out. No clímax, Banks colocou a cabeça de Bayley em uma cadeira de aço e aplicou um Bank Statement em Bayley enquanto pisava na cadeira e forçou Bayley a se submeter para vencer o título. Como resultado de sua vitória, Banks também se tornou a terceira mulher do Grand Slam e a quarta campeã da Tríplice Coroa Feminina.
Nos bastidores, The Hurt Business aceitou o desafio do Retribution que foi feito no pré-show. Eles decidiram que o Campeão dos Estados Unidos Bobby Lashley enfrentaria Slapjack do Retribution com Lashley também defendendo seu título. MVP também declarou que não haveria cornermen na luta, exceto ele, Cedric Alexander e Shelton Benjamin no corner de Lashley e os outros membros do Retribution no corner de Slapjack. No que se tornou a penúltima luta, Lashley forçou Slapjack a desistir em um Hurt Lock para reter o título. Após a luta,  o Retribution apareceu e atacou Lashley mas o The Hurt Business apareceu e ajudou Lashley atacando o Retribution.

### Evento principal

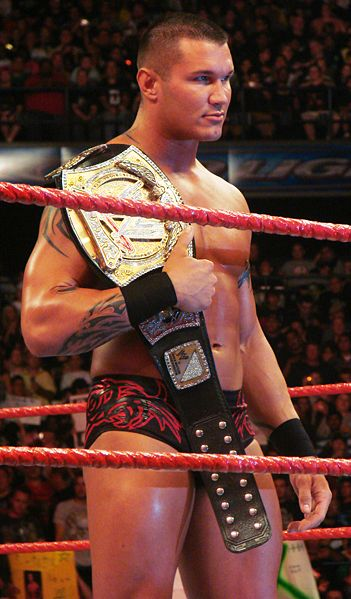
Randy Orton derrotou Drew McIntyre para vencer o WWE Championship pela décima vez.

No evento principal, Drew McIntyre defendeu o WWE Championship contra Randy Orton em uma luta Hell in a Cell. Durante a entrada de McIntyre, Orton (disfarçado de cameraman) tentou atacar McIntyre; no entanto, McIntyre reagiu. Depois de brigar ao redor da jaula, McIntyre e Orton eventualmente lutaram dentro da jaula e a luta começou oficialmente. Orton dominou no início, atacando a mandíbula ferida de McIntyre. Mais tarde, Orton usou um alicate para cortar a corrente da porta da jaula. Quando Orton começou a subir a rampa, ele foi atacado por trás por McIntyre. Os dois homens escalaram a jaula para o teto onde Orton atacou McIntyre com um cano de chumbo. Enquanto os dois homens desciam da jaula, Orton jogou McIntyre quebrando a mesa dos comentaristas. De volta ao ringue, McIntyre rebateu o RKO em um Claymore Kick, mas Orton conseguiu rolar para fora do ringue. Nos momentos finais, enquanto McIntyre tentava um segundo Claymore Kick, Orton contra-atacou com o RKO para vencer o WWE Championship pela décima vez, e empatando com Triple H como o segundo maior campeão mundial geral com 14.

## Depois do evento

### Raw
Drew McIntyre abriu o Raw na noite seguinte, afirmando que iria reconquistar o Campeonato da WWE novamente. Ele foi interrompido pelo novo Mr. Money in the Bank, The Miz, junto com John Morrison. Miz zombou de McIntyre sobre a derrota de McIntyre e também se gabou de ganhar o contrato do Money in the Bank de Otis. Os dois se enfrentaram mais tarde naquela noite, onde McIntyre derrotou Miz. No final do show, o novo Campeão da WWE Randy Orton foi um convidado do "A Moment of Bliss", onde Alexa Bliss, que havia se alinhado com "The Fiend" Bray Wyatt, referiu a rivalidade passada de Orton com Wyatt antes de McIntyre atacar Orton até que a luz se apagasse, sinalizando The Fiend. Quando as luzes acenderam, The Fiend estava atrás de Orton na rampa de entrada com McIntyre no ringue, que atacou Orton e os dois brigaram enquanto The Fiend observava. No episódio do Raw de16 de novembro, McIntyre derrotou Orton para recuperar o WWE Championship.
Também no Raw seguinte, The Hurt Business (MVP,  o Campeão dos Estados Unidos Bobby Lashley, Shelton Benjamin e Cedric Alexander) enfrentaram o Retribution (Mustafa Ali, Slapjack, T-Bar e Mace) em uma luta eliminatória de quartetos. A lutz ficou para Benjamin e Alexander do The Hurt Business e Ali do Retribution. Ali foi desqualificado atacando Alexander com uma cadeira de aço, fazendo com que o Retribution perdesse a luta.
Também Raw da noite seguinte, o foco também mudou para o próximo pay-per-view da WWE, Survivor Series. Jeff Hardy e Elias participaram das lutas de qualificação para o Time do Raw naquela noite; Hardy perdeu sua luta de qualificação e mais tarde fez com que Elias perdesse a sua e então atacou Elias com a guitarra de Elias após a luta. Na semana seguinte, os dois se enfrentaram em uma luta de guitarra em um mastro que Hardy venceu.
Drew Gulak venceria o 24/7 Championship de R-Truth no Raw de 2 de novembro. Depois que Truth perdeu uma luta sem título contra o Campeão dos Estados Unidos Bobby Lashley ao se submeter ao Hurt Lock de Lashley, Gulak apareceu para tentar imobilizar Truth. Lashley atacou e aplicou o Hurt Lock em Gulak e então colocou Gulak em cima de R-Truth para Gulak vencer o título.

### SmackDown
No SmackDown seguinte, o Campeão Universal Roman Reigns (acompanhado por Paul Heyman) abriu o show com Jey Uso. Jey disse que odiava Reigns e Reigns disse que ele fazia o que tinha que fazer. Reigns então deu a Jey até o fim da noite para entrar na fila e receber ordens ou ser exilado da família. Mais tarde naquela noite, Jey enfrentou Daniel Bryan em uma luta qualificatória do Survivor Series para o Team SmackDown. Reigns apareceu no meio da luta e assistiu do ringside. Depois que Jey derrotou Bryan, ele aceitou Reigns como o "Tribal Chief". Reigns então olhou para um Bryan indefeso e Jey atacou Bryan e o jogou na mesa dos comentaristas, o que agradou Reigns.
Também no SmackDown seguinte, a nova Campeã Feminina do SmackDown Sasha Banks celebrou sua vitória e disse que com Bayley agora em seu passado, ela iria derrotar a Campeã Feminina do Raw Asuka no Survivor Series. Bayley então interrompeu. Ela zombou de Banks dizendo que ela nunca conseguia manter seus títulos depois de vencê-los e, em seguida, desafiou Banks para uma revanche pelo título na semana seguinte e Banks aceitou. No episódio seguinte, Banks quebrou sua seqüência de defesas de título mal sucedidas e derrotou Bayley para reter o título.

## Resultados
| Nº                                          | Resultados                                                                | Estipulações | Tempo |
| ------------------------------------------- | ------------------------------------------------------------------------- | --- | ----- |
| Pré- show                                   | R-Truth (c) derrotou Drew Gulak                                           | Luta individual pelo WWE 24/7 Championship | 5:25  |
| 1                                           | Roman Reigns (c) (com Paul Heyman) derrotou Jey Uso                       | Luta "I Quit" Hell in a Cell pelo WWE Universal Championship Se Jey desistisse, ele e seu irmão Jimmy Uso teriam que receber ordens e reconhecer Reigns como o "Tribal Chief". Se eles recusasem, os Usos e suas famílias seriam exiladas da família Anoa'i. | 29:06 |
| 2                                           | Elias derrotou Jeff Hardy por desqualificação                             | Luta individual | 7:49  |
| 3                                           | The Miz (com John Morrison) derrotou Otis (dono do contrato) (com Tucker) | Luta individual pelo contrato do Money in the Bank | 7:28  |
| 4                                           | Sasha Banks derrotou Bayley (c) por submissão                             | Luta Hell in a Cell pelo WWE SmackDown Women's Championship | 26:29 |
| 5                                           | Bobby Lashley (c) derrotou Slapjack por submissão                         | Luta individual pelo WWE United States Championship | 3:51  |
| 6                                           | Randy Orton derrotou Drew McIntyre (c)                                    | Luta Hell in a Cell pelo WWE Championship | 30:33 |
| (c) – Refere-se aos campeões antes da luta. |                                                                           | |       |